# Горско Сливово
Го̀рско Слѝвово е село в Северна България. То се намира в община Летница, област Ловеч.

## География
Добре поддържан център, селото е заобиколено от прекрасната природа на Деветашкото плато. Непосредствено до читалището има функционираща чешма със студена вода, а наблизо се намират магазин и заведение, които работят и в почивните дни. На сградата на кметството е монтиран електронен часовник/термометър.
В горските площи има добри условия за добив на билки, горски плодове, гъби, орехи. В защитените природни територии основната цел е да се запази естествената обстановка около съществуващите природни феномени и запазване на редките растителни видове. Общата площ на горския фонд на общината е 28 678,777 дка. Въпреки разнообразието и сравнително запазения вид на горските масиви, на територията на Летница не се развива дърводобивна и дървопреработвателна промишленост. Селското стопанство има потенциал да възвърне и подобри позициите си. Развитието на отрасъла би следвало да се свърже и с ново алтернативно развитие на култури в общината, освен производството на ягодоплодни. Към момента най-голям дял има производството на зърнени култури, малини и ягоди. Тези производства са структуроопределящи за икономиката на общината.

## Население
Численост и дял на етническите групи според преброяването на населението през 2011 г.:
|                     | Численост | Дял (в %) |
| Общо                | 594       | 100,00    |
| Българи             | 268       | 45,11     |
| Турци               | 313       | 52,69     |
| Цигани              | 0         | 0,00      |
| Други               | 0         | 0,00      |
| Не се самоопределят | 0         | 0,00      |
| Неотговорили        | 7         | 1,17      |

## Религии
В Горско Сливово мирно съжителстват около 700 жители от два етноса – българи и турци. В селото има джамия. Църквата „Свети Георги“ е изписана от дебърски майстори.

## Културни и природни забележителности
- Пещера Голямата Гарваница[4] –

От с. Горско Сливово, посока с. Кърпачево, вляво от асфалтовия път на около 1,5 км от центъра на селото има кариера. Пещерата се намира между кариерата (в дъното, към планината) и обслужващите постройки и съоръжения непосредствено до пътя. Внушителен вход, оборудван със здрава метална стълба до дъното на отвеса. Слизайки от стълбата от дясната страна на около 10 м има малка зала с красиви образувания. Галериите на пещерата са изпълнени с наноси (глина и кал), носени от протичащите при дъждовете води. По централната галерия от лявата страна е „чешмата“ и единствената питейна вода, която намерихме в пещерата. Пещерата завършва с кален сифон от чакъл и глина.
- Пещери – Малката Гарваница, Съсеците, Черната пещ, Черквата, Пропадналото, Глоговия въртоп, Герека и други.
- Язовир „Пустия“
- В местността Свети Константин южно от селото местното население се е събирало на оброк – черковище.

## Редовни събития
- Сборът на Горско Сливово е всяка година на 7 май. Организират го кметството и читалището на село Горско Сливово.
- Денят на самодееца се празнува на 1 март. Организират го читалищата от общината. Националният празник на България се празнува на 3 март. Организират го читалищата, училищата и общината.
- Денят на славянската писменост и култура се празнува на 24 май. Организират го читалищата, училищата и местната власт.
- Общински преглед на художествената самодейност се празнува на 7 юни. Организират го читалищата от общината.
- Съборът на Деветашкото плато „Девет песни от извора“[5] – културно събитие, което се провежда всяка година на 6 септември в местност Гарваницата на 2 км от село Горско Сливово.
- Денят на будителите се празнува на 1 ноември. Организират го читалищата и училищата.
- Коледа се празнува на 25 декември. Организират я читалищата, училищата и местната власт.
- Нова година се празнува на 31 декември срещу 1 януари. Организират я читалищата, училищата и местната власт.

## Личности
- Теодоси Даскалов (1888 – 1945) – генерал от пехотата и военен министър, убит от комунистите
- Драгомир Ганчев Пенчовски (Шишко) – партизанин от Партизански отряд „Христо Кърпачев“
- Хюсеин Сюлейманов Мутков (Стоян) – партизанин от Народна бойна дружина „Чавдар“, Партизански отряд „Христо Кърпачев“ и Габровско-Севлиевски партизански отряд
- Пеньо Кирацов – секретар на ЦК на БКП
- Детелин Мажгуров (р.1959), български офицер, бригаден генерал
- Христо Иванджиков - Маестрото, музикален педагог
- Иван Петров Дряновски - антифашист, участник в една от военните групи на т.нар. "парашутисти и подводничари" спуснати около Трявна на 18-19.09.1941. Предал се на 19.09.1941 край Белица, Тревненско. Осъден на доживотен затвор по делото на парашутистите и подводничарите
- Майката на Лили Игнатова е родена в Горско Сливово